# Sternwarte Düsseldorf

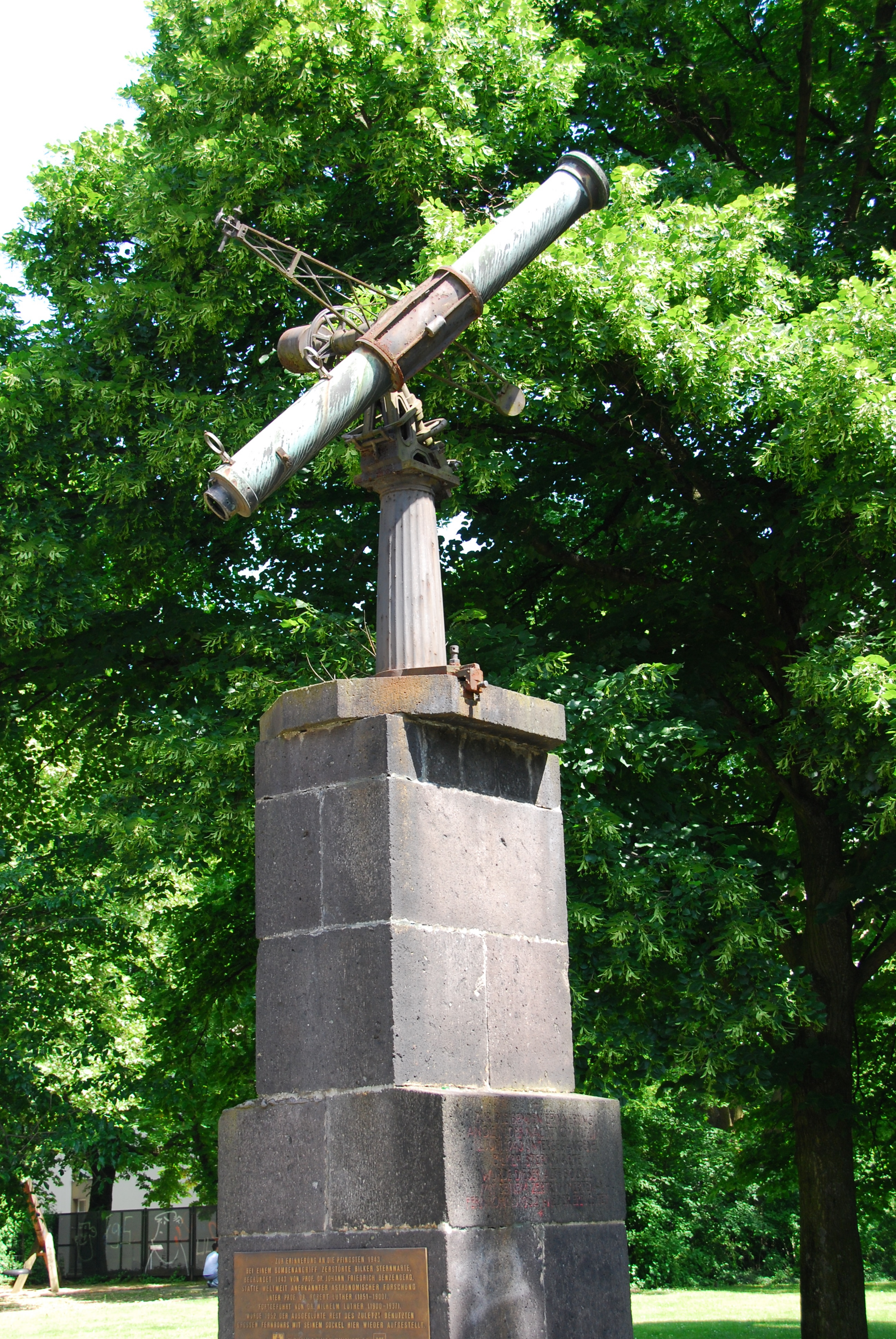
Teleskop

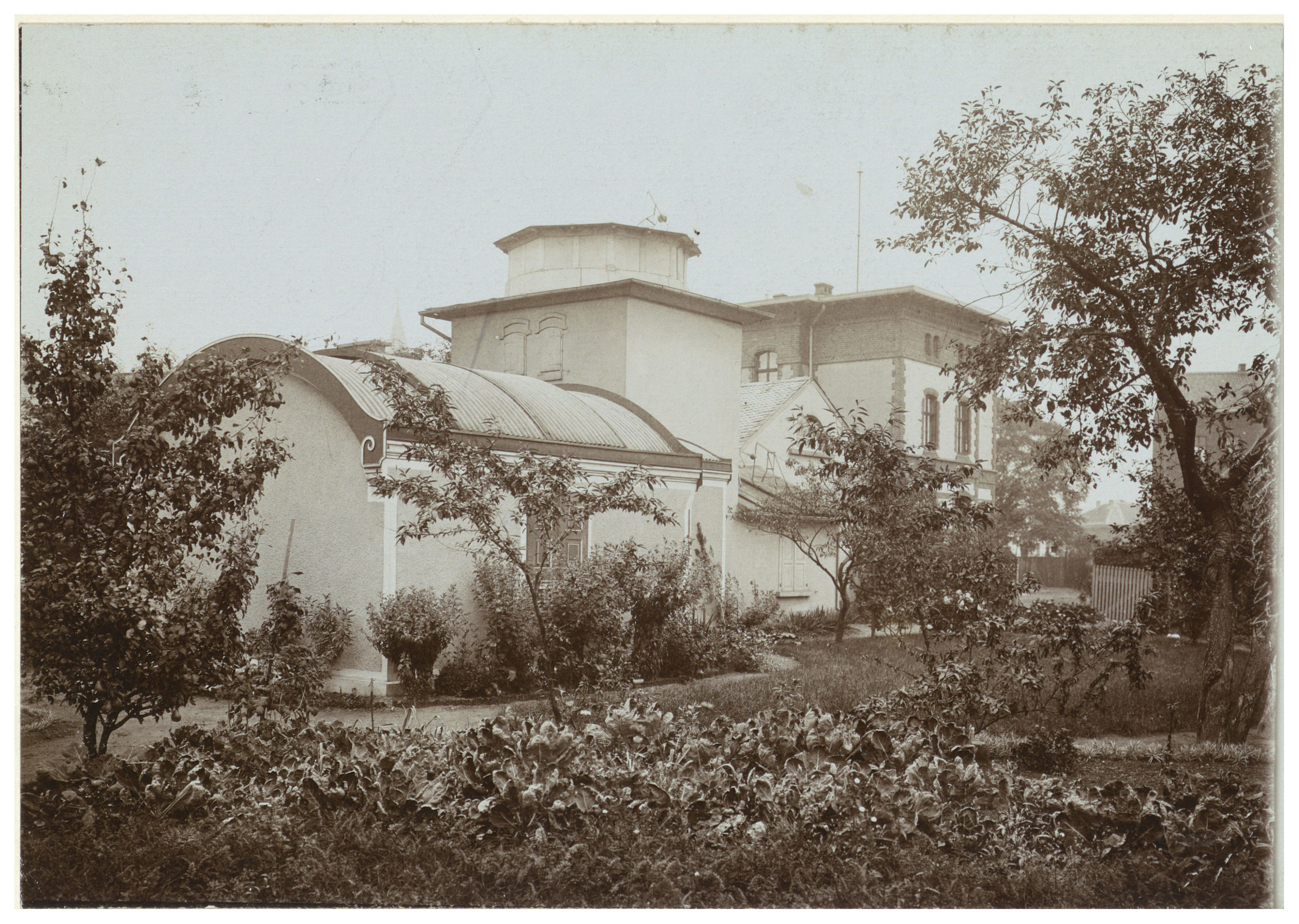
Sternwarte ca. 1910

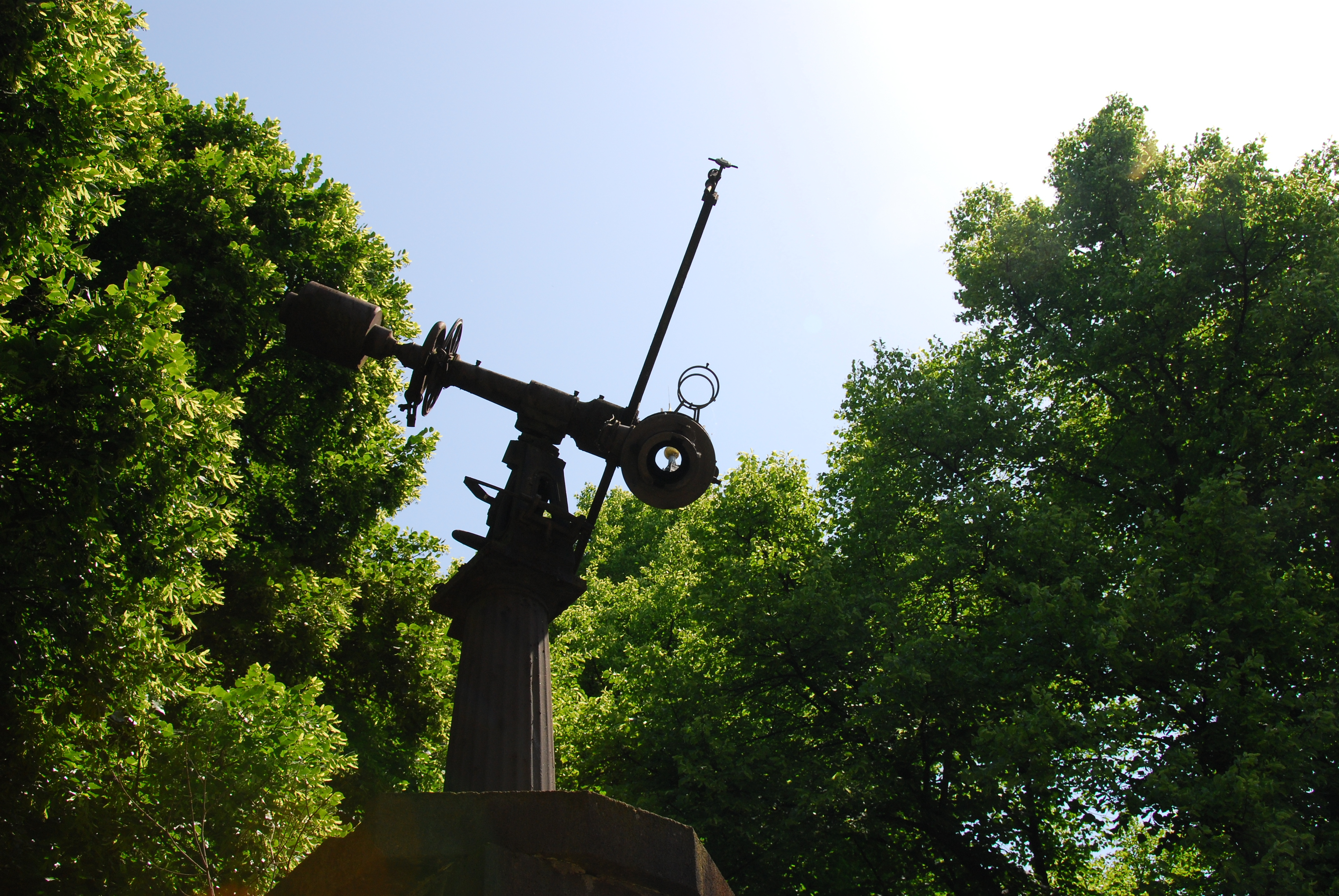
Durchsicht

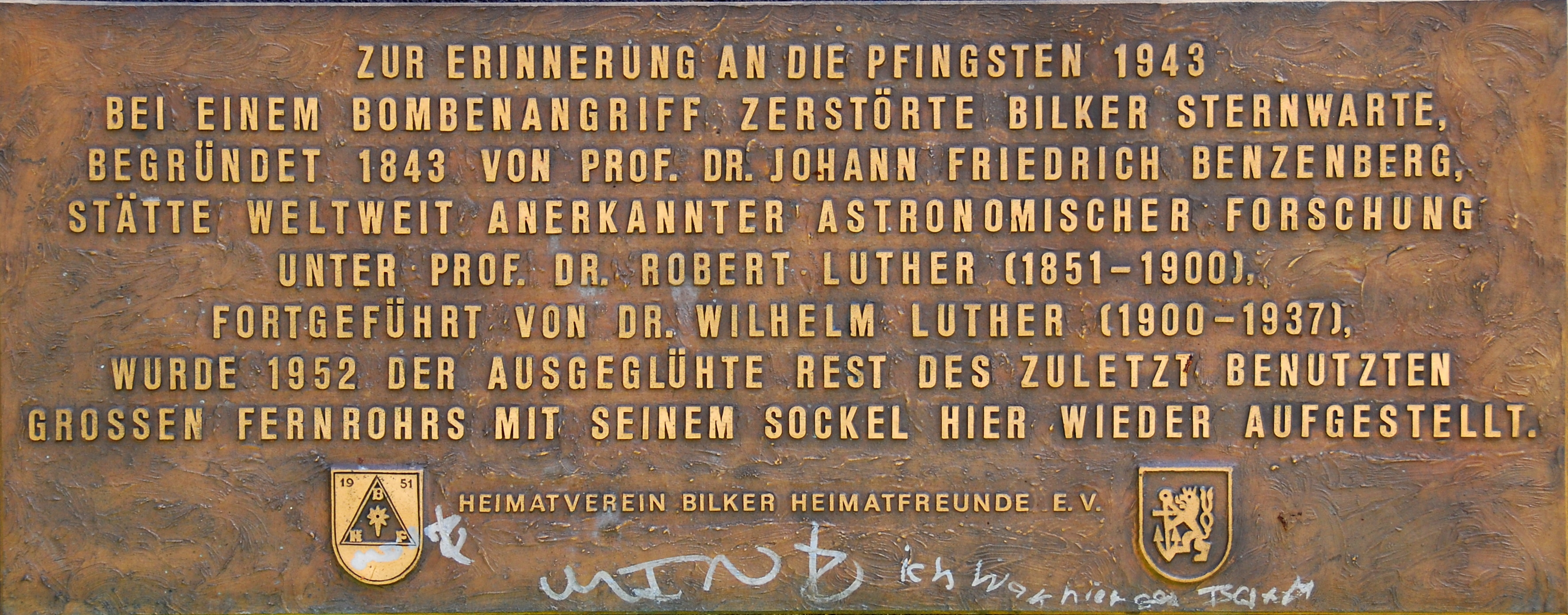
Infotafel

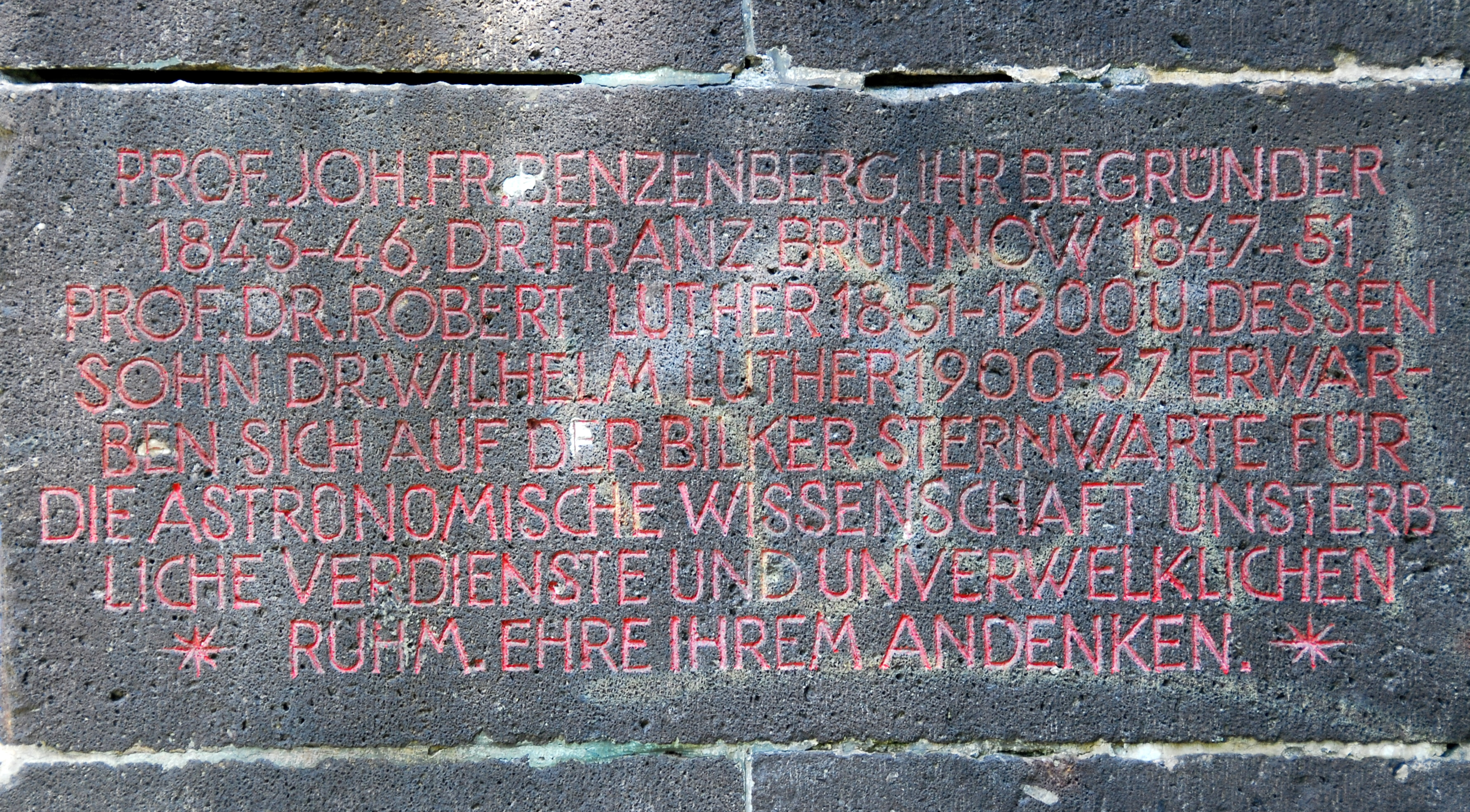
Inschrift

Die Düsseldorfer Sternwarte (auch als Sternwarte Bilk oder Sternwarte Charlottenruhe bezeichnet) war eine astronomische Forschungseinrichtung. Sie befand sich in der Nähe der Kirche Alt St. Martin an der Martinstraße 101 im Düsseldorfer Stadtteil Bilk und bestand von 1843 bis 1943.

## Geschichte
Im Jahr 1843 errichtete Johann Friedrich Benzenberg, Professor für Physik und Astronomie am Düsseldorfer Lyzeum in der Mühlenstraße, eine private Sternwarte, die er nach seiner verstorbenen Ehefrau Johanna Charlotte Platzhoff (1789–1809) „Charlottenruhe“ nannte. Benzenberg führte hier selbst Himmelsbeobachtungen durch. Hauptinstrument war ein Refraktor mit 1,8 m Brennweite, der zur Vermessung von Sternpositionen mit einem Kreismikrometer ausgestattet war.
Nach seinem Tod im Jahre 1846 ging die Sternwarte in den Besitz der Stadt Düsseldorf über. Leiter der Sternwarte war ab 1847 Franz Friedrich Ernst Brünnow.
1851 ging Brünnow an die Berliner Sternwarte und Karl Theodor Robert Luther übernahm die Leitung. Luther führte insbesondere Positionsbestimmungen von Planeten und Asteroiden durch. Die Daten stellte er anderen Sternwarten zur Bahnbestimmung der Himmelskörper zur Verfügung. Am 17. April 1852 um 10 Uhr, 37 Minuten Bilker Zeit entdeckte er den Asteroiden (17) Thetis. In den folgenden drei Jahren entdeckte Luther die Asteroiden (26) Proserpina, (28) Bellona und (35) Leukothea. Nach der vierten Entdeckung erhöhte ihm der Düsseldorfer Gemeinderat sein Gehalt, das bis dahin 200 Taler jährlich betragen hatte.
Von 1854 bis 1857 überarbeitete Luther einen Sternkatalog für die Berliner Königliche Akademie der Wissenschaften.
Am 20. Februar 1890 wurde mit (288) Glauke der letzte Asteroid von Düsseldorf aus entdeckt. Insgesamt waren es 24.
1892 erhielt Luthers Sohn Wilhelm, der zuvor schon an den Sternwarten Bonn und Hamburg tätig war, eine Stelle als Adjunkt in Bilk.
1943 wurde die Sternwarte während eines Bombenangriffs zerstört. Der ausgeglühte Körper des Fernrohres steht heute als Erinnerung vor dem Westturm von Alt St. Martin. Wenn man durch das Rohr sieht, erblickt man den Wetterhahn auf dem Kirchturm.
Zur Erinnerung an die ehemalige Sternwarte und zu Ehren der dort tätig gewesenen Astronomen finden sich heute in der Nähe der historischen Stätte die Straßenbezeichnungen Benzenbergstraße, Robert-Luther-Straße, Merkurstraße, Neptunstraße, Planetenstraße und Sternwartstraße.
Ebenfalls zu Ehren der Sternwarte wurde ein 1967 entdeckter Asteroid „(4425) Bilk“ genannt.
Die Zeitschrift der Bilker Heimatfreunde, eines Düsseldorfer Heimatvereins, trägt den Namen Die Bilker Sternwarte.